# Смена-2М
Сме́на-2М — малоформатный шкальный фотоаппарат для начинающих фотолюбителей.
Модификация послевоенной «Смены». Основное отличие — наличие автоспуска и синхроконтакта, фотографический затвор с другим диапазоном выдержек, вместо спускового рычажка на корпусе затвора установлена кнопка с конической резьбой под спусковой тросик.
Производился в 1961 году Минским заводом ММЗ (ныне БелОМО).

## Технические характеристики
- Корпус бакелитовый, задняя стенка съёмная.
- Зарядка фотоплёнкой типа 135 в стандартных кассетах.
- Обратная перемотка плёнки отсутствовала, отснятая плёнка подавалась в пустую кассету.
- Перемотка плёнки головкой. Взвод затвора раздельный от перемотки плёнки.
- Центральный фотографический затвор, выдержки 1/250 — 1/8 и «В».
- Объектив Триплет «Т-22М» 4,5/40. Фокусировка от 1,3 м до «бесконечности» по шкале расстояний.
- Диафрагмирование объектива от f/4,5 до f/22.
- Видоискатель оптический параллаксный.
- Синхроконтакт «Х», выдержка синхронизации — любая. Имеется обойма для крепления съёмного дальномера (или фотовспышки).
- Автоспуск.